# Marcel Perlbarg
Marcel Perlbarg est un jockey, driver, entraîneur et propriétaire français de chevaux de courses au trot, né le 12 novembre 1903 à Paris, dans le 14e arrondissement et mort le 28 février 1994 à Versailles.

## Biographie
Marcel Perlbarg nait le 12 novembre 1903 à Paris, dans le 14e arrondissement. Il est le fils d'un marchand de chevaux de Paris. Il décide de devenir jockey et est engagé en 1923 chez Adolphe Vittet, au Petit-Quevilly, en Seine-Inférieure. Il est alors appelé à effectuer son service militaire pour une durée de dix-huit mois.
En 1926, revenu chez son patron l'année précédente, il obtient sa première victoire. Il décide alors de revenir en région parisienne, dans une écurie de trot, d'abord chez Gaston Amar à Joinville-le-Pont puis chez Godet à Champigny. Sa façon de monter est remarquée par Albert Gouin, de l'écurie d'entrainement duquel il devient le jockey et le driver. Il remporte ainsi le Prix de Vincennes en 1930, 1931 et 1936 (Fakir V, Gaël et La Gavoche), le Prix Conquérant en 1931 (Fakir V), le Prix de Cornulier en 1932 (Éloïse), le Prix  du Président de la République en 1932 et 1937 (Gaël et La Gavoche), le Prix James Watt en 1935 (Kankan II)  et le Prix d'Amérique en 1936 (Javari).
Lors de la Seconde Guerre mondiale, Marcel Perlbarg, enrôlé au sein du 142e régiment d'artillerie, est fait prisonnier et envoyé en Allemagne. On l'envoie finalement travailler chez Charley Mills (de) qui après des démarches assidues parvient à le faire libérer. Il reprend la compétition en France et remporte le Prix de Vincennes 1944 en selle sur Talmud, mais, d'origine juive, il est dénoncé à la Gestapo et enfermé à Drancy. La Libération lui permet d'échapper à la déportation.
Dans la décennie suivante, il remporte à plusieurs reprises les différents classiques de Vincennes. En 1963, il se blesse une première fois gravement en se retrouvant sous un cheval qui s'était cabré, puis après un arrêt consécutif de six mois, se casse les fémurs en étant projeté en course contre son sulky après la chute de son cheval.
Il meurt le 28 février 1994 à Versailles à l'âge de 90 ans.

## Palmarès jockey
- Prix de Vincennes 1930 (Fakir V), 1931 (Gaël), 1936 (La Gachotte), 1944 (Talmud), 1946 (Voronoff), 1955 (In Extremis)
- Prix Raoul Ballière 1930 (Éloïse), 1931 (Éloïse), 1949 (Barcklay), 1955 (In Extremis)
- Prix Jacques Olry 1930 (Fakir V), 1931 (Géole), 1944 (Spa), 1946 (Ustaritz III), 1947 (Vœ Soli), 1952 (Éboué Wilkes), 1956 (In Extremis)
- Prix de Basly 1930 (Cito), 1944 (Quel Amour de Valentino), 1950 (Directoire)
- Prix de l'Élevage 1931 (Cito)
- Prix Bayadère 1931 (Géole), 1951 (Éboué Wilkes), 1960 (Nemrose)
- Prix Émile Riotteau 1931 (Éloïse), 1933 (Gulliver), 1939 (Mousko Williams), 1945 (Spa)
- Prix Hémine 1931 (Gaël), 1934 (Jean le Blanc), 1946 (Voronoff), 1947(Arcachon), 1951 (Éboué Wilkes)
- Prix Louis Tillaye 1931 (Gaël), 1946 (Voronoff), 1948 (Barcklay)
- Prix de Cherbourg 1932 (Éloïse)
- Prix Legoux-Longpré 1932 (Gulliver), 1938 (Maréchal), 1947 (Vœ Soli)
- Prix de Cornulier 1932 (Éloïse)
- Prix de Croix 1932 (Éloïse)
- Prix du Président de la République 1932 (Gaël), 1950 (Chardonneret), 1952 (Éboué Wilkes), 1955 (Hortansia VII)
- Prix de Londres 1939 (Julot)
- Prix Edmond Henry 1944 (Spa), 1952 (Éboué Wilkes)
- Prix Philippe du Rozier 1945 (Quel Amour de Valentino), 1952 (Éboué Wilkes), 1956 (In Extremis)
- Prix Théophile Lallouet 1945 (Quel Amour de Valentino), 1947 (Santos II)
- Prix du Pontavice de Heussey 1945 (Roi du Jour), 1951 (Adonis III), 1954 (Chambord)
- Prix Céneri Forcinal 1945 (Quel Amour de Valentino), 1950 (Chuchundra), 1952 (Éboué Wilkes)
- Prix de la Garonne 1945 (Raifort)
- Prix d'Essai 1946 (Voronoff)
- Prix Narquois 1946 (Voronoff)
- Prix de Normandie 1946 (Taloir), 1953 (Éphédra)
- Prix de Moulins / Prix Jules Lemonnier 1946 (Ustaritz III), 1955 (Famosus)
- Prix du Calvados 1947 (Théocrite), 1948 (Théocrite), 1953 (Cri de Lancy)
- Prix des Élites 1947 (Voronoff), 1950 (Directoire)
- Prix de Grenoble / Prix René Palyart 1947 (Voronoff), 1949 (Barcklay), 1955 (Hortansia VII), 1963 (Pinochle)
- Prix de Champagne 1947 (Théocrite)
- Prix Amédée Hervieu 1948 (Vermont)
- Prix de Pardieu 1949 (Barcklay), 1955 (Hortansia VII)
- Prix des Amandiers 1949 (Directoire)
- Prix Joseph-Lafosse 1949 (Bonjour), 1952 (Espoir du Bourbonnais)
- Prix de Caen 1949 (Directoire)
- Prix Édouard Marcillac 1950 (Directoire), 1951 (Éboué Wilkes)
- Saint-Léger des Trotteurs 1950 (Directoire), 1951 (Éboué Wilkes), 1955 (In Extremis), 1957 (Kimono Royal)
- Prix Edmond Gamare 1950 (Directoire), 1954 (Hispano C), 1953 (Garde Moi), 1961 (Onyx)
- Prix Camille Blaisot 1951 (Chardonneret), 1953 (Espoir du Bourbonnais)
- Prix Normand 1952 (Éboué Wilkes), 1953 (Éboué Wilkes)
- Prix de l'Île-de-France 1953 (Éboué Wilkes)
- Prix Paul Bastard 1953 (Éboué Wilkes)
- Prix Lavater 1955 (Hortansia VII)
- Prix des Centaures 1956 (Iacoum), 1963 (Pinochle)
- Prix Louis Le Bourg 1956 (Iacoum), 1963 (Pinochle)
- Prix Léopold Bisson 1956 (In Extremis)
- Prix Fuschia 1957 (In Extremis)

## Palmarès driver
- Prix Joseph-Lafosse, 1935 (Javari)
- Prix James Watt / Critérium des 3 ans 1935 (Kankan II), 1946 (Voronoff), 1950 (Directoire), 1957 (Kimono Royal)
- Prix Éphrem Houel, 1935 (Javari)
- Prix Marcel Laurent 1935 (Javari)
- Prix d'Amérique 1936 (Javari)
- Prix de la Marne 1943 (Rosa Bonheur)
- Prix de l'Étoile 1944 (Rosa Bonheur), 1947 (Voronoff), 1952 (Foreign Office)
- Prix Abel Bassigny 1946 (Voronoff), 1950 (Directoire)
- Prix des Fougères 1949 (Directoire)
- Critérium des 2 ans 1949 (Directoire)
- Prix Capucine 1952 (Foreign Office)
- Prix Kalmia 1952 (Foreign Office), 1960 (Natick II)
- Prix Alfred Lécuyer 1952 (Foreign Office)
- Critérium des 5 ans 1952 (Darius II)
- Prix de Sélection 1953 (Foreign Office)
- Prix Vénus 1953 (Foreign Office)
- Prix Phaéton 1953 (Foreign Office), 1965 (Raskolnikof Z)
- Critérium des 4 ans 1953 (Foreign Office), 1963 (Pont l'Évêque)
- Prix de Washington 1953 (Ernemont)
- Prix d'Europe1955 (Darius II)
- Prix Doynel de Saint-Quentin (Héli Volo)
- Prix Capucine 1957 (Kimono Royal)
- Prix d'Elbeuf 1957 (Khi), 1958 (Lariflette), 1964 (Raskolnikof Z)
- Prix Jacques de Vaulogé 1957 (Kimono Royal), 1962 (Pinochle)
- Prix Marcel Laurent 1957 (Iniopile), 1962 (Pastourel. VIII)
- Prix Charles Tiercelin 1958 (Kimono Royal), 1963 (Pastourel. VIII), 1965 (Raskolnikof Z)
- Prix Jockey 1959 (Kenilworth)
- Prix de New York 1962 (Nochize)
- Critérium continental 1963 (Pont l'Évêque)
- Prix Victor Régis 1963 (Quercy S)
- Prix Ovide Moulinet 1966 (Raskolnikof Z)